# András Kozák

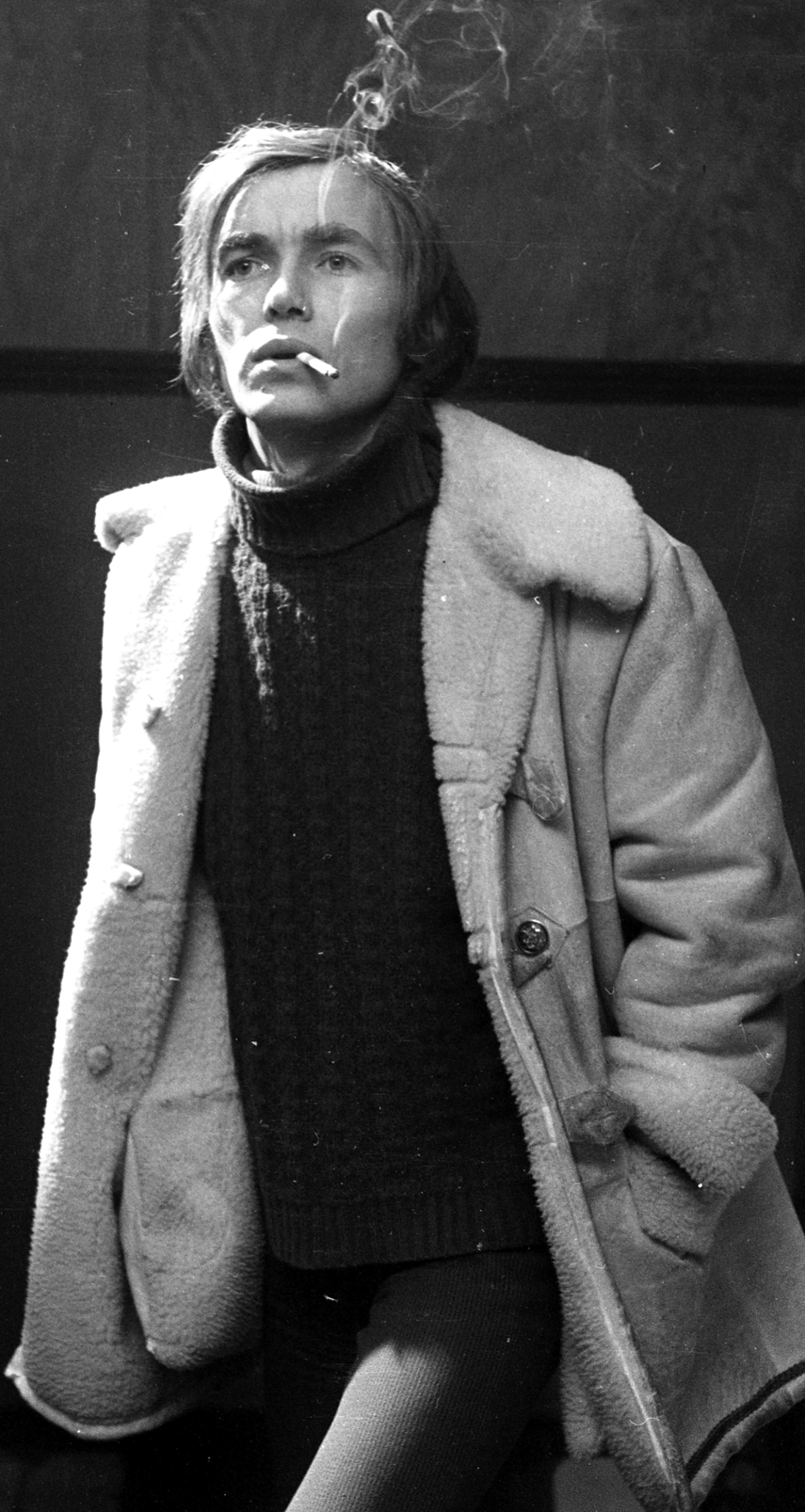
András Kozák (1970)

András Kozák (* 23. Februar 1943 in Vencsellő; † 24. Februar 2005 in Budapest) war ein ungarischer Theater- und Filmschauspieler. Von 1961 bis 1965 erhielt er Unterricht an der Theater- und Filmschule und war anschließend bis 1992 am Thalia-Theater engagiert. Er war mit der Schauspielerin Andrea Drahota verheiratet.

## Filmografie (Auswahl)
- 1963: Wirbel (Sodrásban)
- 1964: So kam ich (Így jöttem)
- 1966: Die Hoffnungslosen (Szegénylegények)
- 1966: Vater (Apa)
- 1967: Sterne an den Mützen (Csillagosok, katonák)
- 1968: Stille und Schrei (Csend és kiáltás)
- 1969: Schimmernde Winde (Fényes szelek)
- 1969: Schirokko (Sirokkó)
- 1971: Agnus dei (Égi bárány)
- 1985: Johann Sebastian Bach
- 1986: Jahreszeit der Monster (Szörnyek évadja)
- 1989: Jézus Krisztus horoszkópja
- 1990: Isten hátrafelé megy
- 1992: Donauwalzer (Kék Duna keringő)